# Johnny Thunder
Johnny Thunder, geboren als Gil Hamilton (Okahumpka (Florida), 15 augustus 1931 – Lake Mary (Florida), 6 september 2024), was een Amerikaanse r&b- en popzanger.

## Carrière
Gil Hamilton begon in zijn tienerjaren met zingen in de kerk en op straathoeken. Met als doel om een zangcarrière op te starten tijdens de late jaren 1950 verhuisde hij naar New York, waar hij voor een paar maanden toetrad tot een tourneeversie van The Drifters. Hij zong ook A Blind Man Sings The Blues in een Apollo Theater-productie. Hij nam ook op als achtergrondzanger voor Dionne Warwick en anderen, en als Gil Hamilton nam hij diverse singles op voor verschillende kleine labels. Een van zijn in 1962 opgenomen singles (Tell Her), geschreven door Bert Berns onder het pseudoniem Bert Russell en geproduceerd door Berns, was de originele versie van Tell Him, dat later een internationale hit zou worden voor The Exciters en in het Verenigd Koninkrijk voor Billie Davis. Hamiltons single Move & Groove (1962) was de oorspronkelijke versie van de Australische hit Move Baby Move (1963) van Johnny O'Keefe.
In 1963 verbond Thunder zich met songwriter en producent Teddy Vann, die hem ervan overtuigde om een nieuwe versie op te nemen van de traditionele song Loop de Loop onder de naam Johnny Thunder. Vann adviseerde hem ook om meer een beroep te doen op de tienermarkt door te beweren dat hij geboren was in 1941 in plaats van in 1932. De single bij Diamond Records werd een grote hit (#4 in de Billboard Hot 100) in 1963. In het Verenigd Koninkrijk werd de song gecoverd door Frankie Vaughan. Thunder bracht het nieuwe album Loop De Loop en diverse volgende singles uit, waarvan Everybody Do The Sloopy (#67, 1965) de meest succesvolle werd. In 1967 had hij met Make Love To Me een andere, mindere hit als deel van een duo met Ruby Winters.
In 1969 publiceerde Thunder zijn eerste single voor Calla Records, de rauwe rocksong I'm Alive / Verbal Expressions of T.V. Bob Dylan, die I'm Alive had gehoord op de radio, vertelde aan Jann Wenner van Rolling Stone dat hij diep onder de indruk was van de song en dat hij die de krachtigste song vond die hij ooit had gehoord.
Sinds de jaren 1960 ging Thunder internationaal op tournee en trad hij regelmatig op op luxe cruiseschepen in de Caraïben en elders.
Gil Hamilton overleed op 6 september 2024 op 93-jarige leeftijd.